# Emperatriz Kōmyō
La Emperatriz Kōmyō (光明皇后 Kōmyō-kōgō?) (701–760) fue, durante el periodo Nara, la reina consorte de Japón del Emperador Shōmu (701–756).

## Biografía
Fue miembro del clan Fujiwara, puesto que su padre fue Fujiwara no Fuhito. Su madre fue Agata Inukai no Michiyo (県犬養三千代). Durante su vida, la emperatriz también fue conocida como Asukabehime (安宿媛), Kōmyōshi (光明子) y Tōsanjō (藤三娘). Se encuentra enterrada en el mausoleo Sahoyama no Higashi no Misasagi 佐保山東陵, en Hōrenji-cho, ubicado en la Prefectura de Nara, cerca del Emperador Shōmu. Mientras tuvo lugar su mandato, se creó una oficina ritsuryo para la emperatriz consorte, el Kogogushiki; esta innovación burocrática continuó durante el periodo Heian.
Se casó con el Emperador Shōmu a la edad de 16, y tuvo a su primera hija, la princesa Abe, con 18 años. Su primer hijo lo tuvo con 27 años, pero falleció poco después de su nacimiento. El clan Fujiwara insistió en que el Príncipe Nagaya había asesinado al neonato mediante una maldición. Se convirtió en emperatriz con 29 años y fue la primera en alcanzar el rango de kōgō (emperatriz consorte). Tras un reinado de 25 años, el Emperador abdicó en favor de su hija, la princesa Takano, quien sería conocida como la Emperatriz Kōken. Tiempo después, Shōmu tomó la tonsura, convirtiéndose de este modo en el primer emperador retirado en convertirse en monje budista. Siguiendo el ejemplo de su marido, la Emperatriz Kōmyō también hizo votos sagrados para convertirse en una monja budista.

## Legado
Algunos objetos relacionados con Kōmyō y Shōmu se encuentran entre los tesoros albergados en el Shōsōin. Cuatro de sus poemas están incluidos en la antología imperial Man'yōshū. Como devota y gran difusora del Budismo, Kōmyō alentó la construcción y el enriquecimiento de los templos, principalmente aquellos en la Prefectura de Nara, incluyendo Shin-Yakushi-ji, Kōfuku-ji, Tōdai-ji y Hokke-ji.

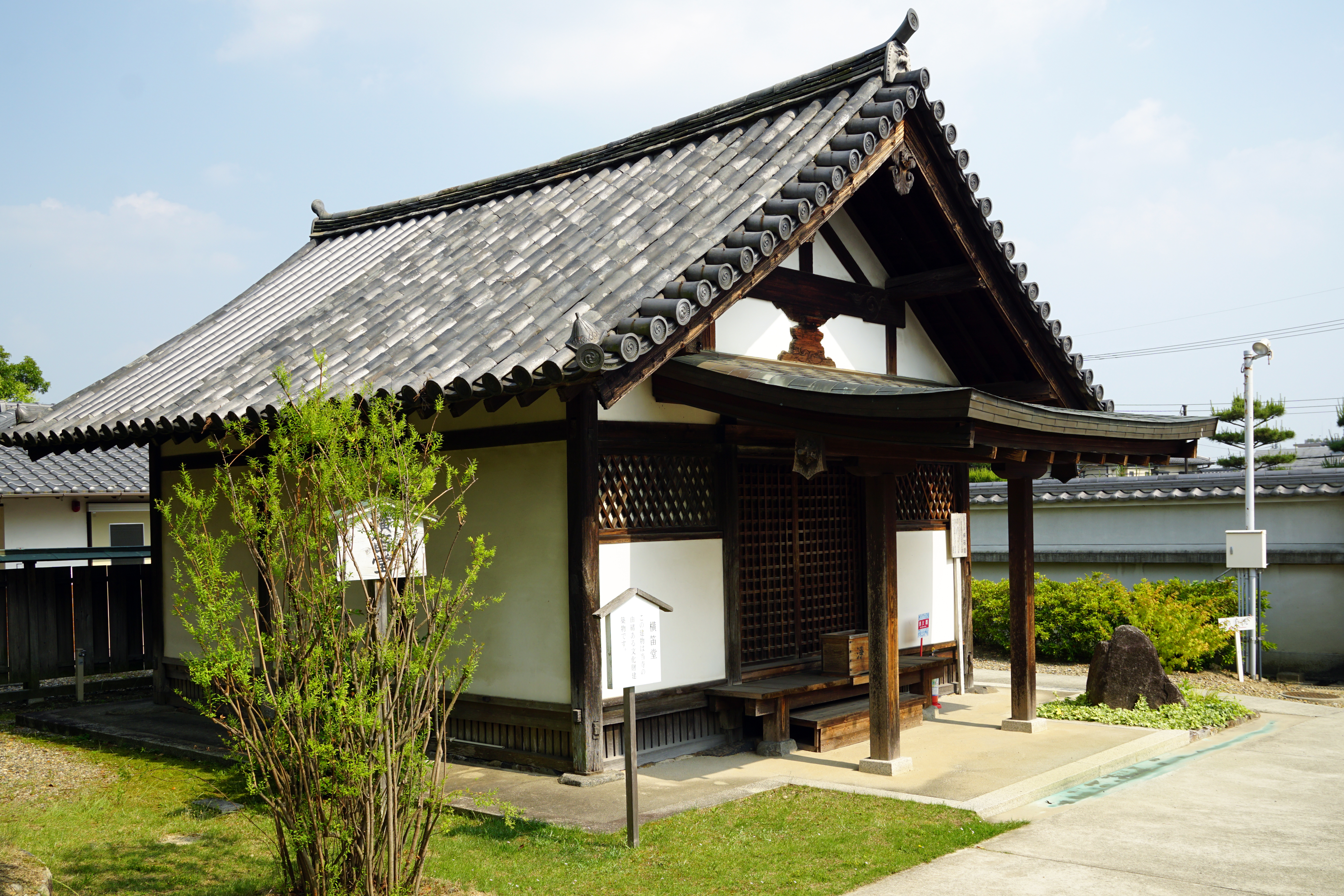
El Karafuro (salón de baño) del Hokke-ji, donde la emperatriz realizó diversos métodos curativos.

En este último, la emperatriz tomó la labor de ayudar a los ciudadanos más pobres. De este modo, en la sala de baño del templo curó a los enfermos mediante el vapor de plantas medicinales hirviendo.

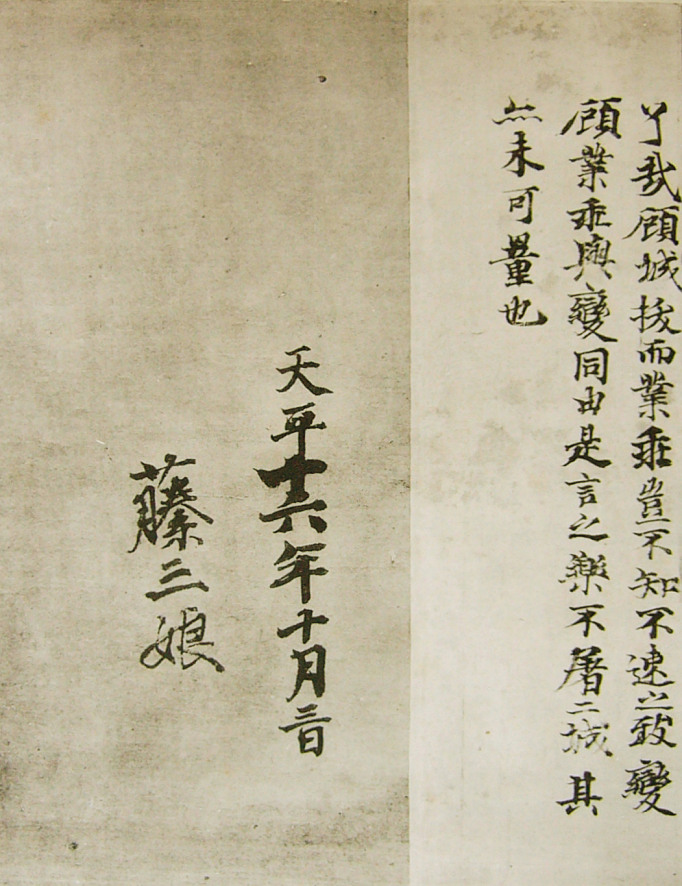
Un ejemplo de la caligrafía y de la firma de la Emperatriz Kōmyō.